# Chordifex stenandrus
Chordifex stenandrus är en gräsväxtart som beskrevs av Barbara Gillian Briggs och Lawrence Alexander Sidney Johnson. Chordifex stenandrus ingår i släktet Chordifex och familjen Restionaceae. Inga underarter finns listade i Catalogue of Life.